# Маорийская петроика
Маорийская петроика (лат. Petroica macrocephala) — новозеландская певчая птица из семейства Австралийские зарянки.

## Описание
Маорийская петроика весом 11 г и длиной 13 см. У птицы большая голова и короткий хвост. Голова и спина у самца тёмные, нижняя сторона окрашена в белый цвет. Горло и грудь желтоватые, на чёрных крыльях видны белые полосы. Верхняя сторона у самки коричневая, а нижняя сторона бледно-коричневая.
Отдельные подвиды выглядят отчасти совершенно различно, так подвид Petroica macrocephala dannefaerdi, который обитает на островах Снэрс, абсолютно чёрного цвета.

## Распространение
Эта оседлая птица обитает в лесах и на открытых лесных ландшафтах в Новой Зеландии.

## Поведение
Маорийская петроика не боится человека и ведёт себя то с любопытством, то агрессивно.
Питание состоит преимущественно из беспозвоночных, которых она ищет на деревьях или на земле. Осенью и зимой она питается также маленькими плодами.

## Размножение
Маорийская петроика обитает, как правило, на протяжении всей жизни на одном участке. В течение гнездового периода с августа по январь самка строит бесформенное гнездо в дупле дерева, на сломанной ветви или между толстыми вьющимися растениями. Оно состоит из веток, кусочков коры, перьев и мха, скреплённых между собой паутиной. Во время высиживания кладки, состоящей из 3—5 яиц, самку кормит самец. За сезон бывает до двух кладок.